# Kazuyori Mochizuki
Kazuyori Mochizuki (望月 一頼, Mochizuki Kazuyori, Shizuoka, 20 november 1961) is een Japans voormalig voetballer die als doelman speelde en voetbaltrainer.

## Carrière
In 1980 ging Mochizuki naar de University of Tsukuba, waar hij in het schoolteam voetbalde. Nadat hij in 1984 afstudeerde, ging Mochizuki spelen voor Mazda, de voorloper van Sanfrecce Hiroshima. Mochizuki beëindigde zijn spelersloopbaan in 1988.
In 1988 startte Mochizuki zijn trainerscarrière bij Mazda als keeperstrainer. In 1998 werd hij aangesteld als keeperstrainer van het Japans voetbalelftal, onder trainer Philippe Troussier. Tegelijk ging hij ook met U-20 en U-23 Japan mee naar het WK U-20 - 1999 en Olympische Zomerspelen 2000, waar hij als keeperstrainer. Mochizuki werd nadien opnieuw keeperstrainer van de Sanfrecce Hiroshima in 2001. In 2006 werd hij bij Sanfrecce trainer.